# 孙力军团伙
「孙力军政治团伙」，简称「孙力军团伙」，指中国官方认定以原中华人民共和国公安部党委委员、副部长孙力军为首的腐败犯罪集团和党内政治团伙，在以习近平为核心的中国共产党第十九届中央委员会推进全面从严治党的过程中被摧毁。中國中央電視臺在2022年1月15日播出的专题纪录片《零容忍》第一集中首次对此团伙与其所涉及犯罪内容进行了公开。

## 团伙成员
其团伙成员现已公开者至少有11人：
1. 孙力军，男，汉族，山东青岛人。原中华人民共和国公安部党委委员、副部长。2021年9月被开除党籍和公职。处分通报用词极为严厉，指其“背弃两个维护，毫无四个意识，政治野心极度膨胀，政治品质极为恶劣，权力观、政绩观极度扭曲”。2022年1月13日，孙力军涉嫌受贿、操纵证券市场、非法持有枪支案，由国家监察委员会、长春市公安局分别调查、侦查终结，经最高人民检察院指定，由吉林省长春市人民检察院审查起诉。9月23日，被吉林省长春市中级人民法院以受贿罪、操纵证券市场罪、非法持有枪支罪判处死刑，缓期二年执行，剥夺政治权利终身，并处没收个人全部财产，在其死刑缓期执行二年期满依法减为无期徒刑后，终身监禁，不得减刑、假释。
2. 王立科，男，满族，辽宁北镇人。原中共江苏省委常委、省委政法委书记，第十三届全国人大代表。王立科于2008年结识孙力军，2011年开始向孙力军行贿。在孙力军的运作下，王立科一路升迁至江苏省委常委、政法委书记。王立科用在小海鲜盒里装美元现金的方式，分多次向孙力军行贿折合人民币9000余万元。2020年10月，王立科向中央纪委国家监委投案自首。2021年2月，其全国人大代表资格被中止。9月被开除党籍和公职。12月29日，王立科涉嫌受贿、行贿、包庇纵容黑社会性质组织、伪造身份证件案，由国家监察委员会、吉林省长春市公安局分别调查、侦查终结，经最高人民检察院指定，由吉林省长春市人民检察院审查起诉。2022年9月22日，被吉林省长春市中级人民法院以受贿罪、行贿罪、包庇、纵容黑社会性质组织罪和伪造身份证件罪判处死刑，缓期二年执行，剥夺政治权利终身，并处没收个人全部财产，在其死刑缓期执行二年期满依法减为无期徒刑后，终身监禁，不得减刑、假释。
3. 龚道安，男，汉族，湖北公安人。原上海市人民政府副市长、市公安局局长。2010年，在全国地市公安局长培训班上，孙力军将龚道安拉拢入伙。通过孙力军积极推荐运作，龚道安被提任为公安部技术侦察局副局长，之后又陆续提任技侦局局长、上海市公安局局长、上海市副市长。他从受贿所得中拿出大笔资金，为龚道安解决孩子住房、安排亲属工作等各方面问题，还给龚道安下属团队发“奖金”，促使龚道安不遗余力地为他效命。2020年9月被免去上海市副市长、上海市公安局局长职务。2021年2月被开除党籍和公职。2021年3月，龚道安涉嫌受贿一案，由国家监察委员会调查终结后，移送最高人民检察院审查起诉。最高人民检察院经指定管辖，交由河北省唐山市人民检察院审查起诉。2022年9月21日，被河北省唐山市中级人民法院以受贿罪判处无期徒刑，剥夺政治权利终身，并处没收个人全部财产。
4. 邓恢林，男，汉族，湖北武汉人。原重庆市人民政府副市长、市公安局局长，中国共产党第十九次全国代表大会代表。邓恢林在任湖北宜昌市公安局局长时，被龚道安引荐给孙力军。孙力军帮助邓恢林先后提任中央政法委办公室主任、重庆市公安局局长、重庆市副市长。2020年6月24日被免去重庆市人民政府副市长、重庆市公安局局长职务。2021年1月被开除党籍，同月22日，邓恢林涉嫌受贿一案，由国家监察委员会调查终结，移送检察机关审查起诉，最高人民检察院依法以涉嫌受贿罪对邓恢林作出逮捕决定。2月，保定市人民检察院已向保定市中级人民法院对邓恢林提起公诉。9月21日，被河北省保定市中级人民法院以受贿罪判处有期徒刑十五年。
5. 刘新云，男，汉族，山东淄博人，原山西省人民政府副省长、省公安厅厅长。2014年公安部在济南开会时，时任济南市公安局局长刘新云主动攀附孙力军。经孙力军运作，2014年12月，刘新云调任公安部网络安全保卫局局长。2021年4月23日被免去山西省副省长、省公安厅厅长职务。8月16日，被开除党籍、开除公职。10月9日，刘新云涉嫌受贿、滥用职权案，由国家监察委员会调查终结，经最高人民检察院指定，由河北省廊坊市人民检察院审查起诉。2022年9月21日，河北省廊坊市中级人民法院以受贿罪和滥用职权罪判处有期徒刑十四年。
6. 傅政华，男，汉族，河北滦县人，曾任公安部常务副部长，司法部部长、党组副书记。2022年3月31日，被开除党籍、开除公职。2008年傅政华在北京市公安局任职期间结识了时任公安部办公厅副主任的孙力军[4]。9月21日，被长春市中级人民法院以受贿罪和徇私枉法罪判处死刑，缓期二年执行，剥夺政治权利终身，并处没收个人全部财产，在其死刑缓期执行二年期满依法减为无期徒刑后，终身监禁，不得减刑、假释。
7. 刘彦平，男，汉族，河北丰南人，曾任中央纪委国家监委驻国家安全部纪检监察组组长、国家安全部党委委员，2022年9月1日被开除党籍和公职[5]。2023年1月10日，被吉林省长春市中级人民法院以受贿罪判处死刑，缓期二年执行，剥夺政治权利终身，并处没收个人全部财产，在其死刑缓期执行二年期满依法减为无期徒刑后，终身监禁，不得减刑、假释。
8. 刘乐国，男，汉族，1957年2月出生，1975年12月参加工作，1982年11月加入中国共产党，大学学历。曾任辽宁省公安厅党委委员。 2019年3月退休。2022年5月，接受调查。2022年12月，开除党籍。被指“违规私存涉密材料、私藏弹药，攀附孙力军政治团伙”。
9. 李文喜，男，满族，辽宁本溪人，1950年3月出生，1969年6月参加工作，1972年5月加入中国共产党，在职研究生学历。曾任辽宁省公安厅厅长、党委书记。
10. 薛恒
11. 王大伟

## 评价
- 中央电视台评价其为“政治问题与经济问题交织，违背党的初心使命，动摇党的执政根基，影响党和国家政治安全”方面的典型，“孙力军团伙的问题大都发生在党的十八大甚至十九大后，不收敛不收手，甚至变本加厉，滥用执法司法权，跟利益商人深度勾结。孙力军等人通过为他人在职务晋升、企业经营、工程承揽等事项上提供帮助，收受巨额财物，其中孙力军、王立科收受财物达数亿元，其他人也有几千万到1亿多元”[1]。
- 中央纪委国家监委机关工作人员顾桧评价其“是政治问题和经济问题交织、极度腐化堕落的典型”，“搞团团伙伙、拉帮结派、培植个人势力，形成利益集团，严重危害政治安全”[6]。
- 中央纪委国家监委案件审理室副主任孙东升评价“孙力军案件是一个典型的政治问题和经济问题交织的案件，特别是这些人顶风违纪、知法犯法，结党营私，搞团团伙伙，贪污贿赂数额巨大，影响非常恶劣，这是十九大以来我们查处的最严重的案件之一，体现了党中央对腐败分子和腐败行为零容忍的态度和决心”[7]。
- 孙力军被描述为这一政治团伙的主要人物，但团伙中却有傅政华这样比孙立军级别更高的成员，使这一定性受到海外媒体的质疑[8][9][10]，部分海外媒体认为，“孙立军团伙”的实际主要人物是孙立军曾作为秘书服务的前中共中央政治局委员、前政法委书记孟建柱[11]，以及曾担任同样职务的郭声琨[12]。

## 调查进展
该案仍在继续调查之中。
2022年1月24日，公安部召开公安机关肃清孙力军政治团伙流毒影响专题会议，公安部党委书记、分管日常工作的副部长王小洪出席并讲话。会议指出了孙力军政治团伙的危害，部署了今后的相关工作。公安部党委已成立公安部肃清孙力军政治团伙流毒影响专项工作领导小组，各级公安机关要尽快成立相应领导机构和工作机构，在党委和政府领导下，加强同纪检监察、组织人事等部门的沟通配合，确保肃清孙力军流毒。